# Drewniane cerkwie w polskim i ukraińskim regionie Karpat

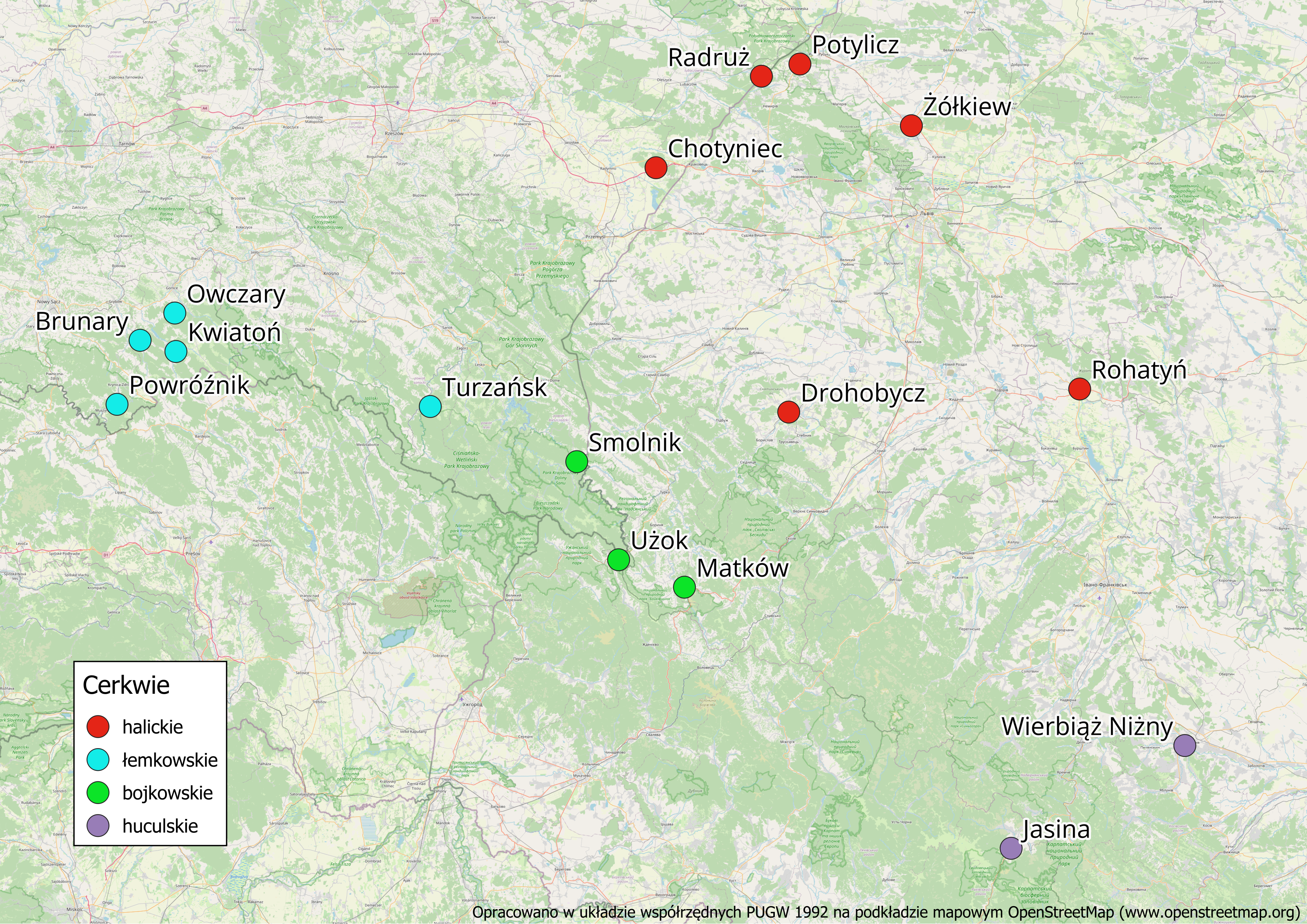
Lokalizacje cerkwi

Drewniane cerkwie w polskim i ukraińskim regionie Karpat – grupa cennych historycznie i ciekawych architektonicznie drewnianych cerkwi wpisanych 21 czerwca 2013 na listę światowego dziedzictwa UNESCO. Na listę wpisano 16 obiektów – po 8 z Polski i Ukrainy. Cerkwie prezentują typy architektury: huculski (dwie ukraińskie), halicki/nadsański (cztery ukraińskie i dwie polskie), bojkowski (dwie ukraińskie i jedna polska) oraz łemkowski (pięć polskich).
| Zdjęcie | Cerkiew                                 | Miejscowość    | Położenie            |
| ------- | --------------------------------------- | -------------- | -------------------- |
|         | Św. Paraskewy                           | Radruż         | woj. podkarpackie    |
|         | Narodzenia Przenajświętszej Bogurodzicy | Chotyniec      | woj. podkarpackie    |
|         | Św. Michała Archanioła                  | Smolnik        | woj. podkarpackie    |
|         | Św. Michała Archanioła                  | Turzańsk       | woj. podkarpackie    |
|         | Św. Jakuba                              | Powroźnik      | woj. małopolskie     |
|         | Opieki Matki Bożej                      | Owczary        | woj. małopolskie     |
|         | Św. Paraskewy                           | Kwiatoń        | woj. małopolskie     |
|         | Św. Michała Archanioła                  | Brunary        | woj. małopolskie     |
|         | Św. Ducha                               | Potylicz       | obw. lwowski         |
|         | Najświętszej Bogurodzicy (św. Dymitra)  | Matków         | obw. lwowski         |
|         | Św. Trójcy                              | Żółkiew        | obw. lwowski         |
|         | Św. Jerzego                             | Drohobycz      | obw. lwowski         |
|         | Św. Ducha                               | Rohatyn        | obw. iwanofrankiwski |
|         | Narodzenia Przenajświętszej Bogurodzicy | Wierbiąż Niżny | obw. iwanofrankiwski |
|         | Wniebowstąpienia Pańskiego              | Jasina         | obw. zakarpacki      |
|         | Św. Michała Archanioła                  | Użok           | obw. zakarpacki      |